# Чепмен, Кайл
Кайл Чепмен (англ. Kyle Chapman, 27 апреля 1971 года, Таумаруни) — новозеландский политик, бывший лидер НЗНФ. Он также был кандидатом на пост мэра города Крайстчерч, сначала от Национального фронта, а затем от Партии национал-демократов.